# Homewood (Alabama)
 Denne artikel omhandler byen Homewood i den amerikanske delstat Alabama. For andre betydninger af opslagsordet, se Homewood.
Homewood er en by i den centrale del af staten Alabama i USA. Byen ligger i Jefferson County og er en forstad til byen Birmingham syd for byens centrum. Den har 26.414 (2020) indbyggere. Homewood er sæde for Samford University.